# Честер (Нова Шотландія)
Честер (англ. Chester) — муніципальний район в Канаді, у провінції Нова Шотландія, у складі графства Луненбург.

## Населення
За даними перепису 2016 року, муніципальний район нараховував 10310 осіб, показавши скорочення на 2,7%, порівняно з 2011-м роком. Середня густина населення становила 9,2 осіб/км².
З офіційних мов обидвома одночасно володіли 600 жителів, тільки англійською — 9 565. Усього 170 осіб вважали рідною мовою не одну з офіційних, з них 5 — українську.
Працездатне населення становило 55,6% усього населення, рівень безробіття — 10,2% (11,7% серед чоловіків та 8,5% серед жінок). 82,5% осіб були найманими працівниками, а 16,3% — самозайнятими.
Середній дохід на особу становив $42 171 (медіана $28 795), при цьому для чоловіків — $51 183, а для жінок $33 344 (медіани — $36 019 та $23 642 відповідно).
22,9% мешканців мали закінчену шкільну освіту, не мали закінченої шкільної освіти — 23,6%, 53,5% мали післяшкільну освіту, з яких 32,3% мали диплом бакалавра, або вищий, 95 осіб мали вчений ступінь.
| Статево-вікова структура населення | Статево-вікова структура населення | Статево-вікова структура населення | Статево-вікова структура населення | Статево-вікова структура населення |
| ---------------------------------- | ---------------------------------- | ---------------------------------- | ---------------------------------- | ---------------------------------- |
|                                    |                                    |                                    |                                    |                                    |
| Всього                             | Всього                             | 49,3%50,7%                         |                                    |                                    |
| 0 — 14 років                       | 0 — 14 років                       |                                    | 12,2%                              | 12,2%                              |
| 15 — 64 років                      | 15 — 64 років                      |                                    | 60,8%                              | 60,8%                              |
| 65 і більше                        | 65 і більше                        |                                    | 26,9%                              | 26,9%                              |
| 85 і більше                        | 85 і більше                        |                                    | 2,9%                               | 2,9%                               |
| 100 і більше                       | 100 і більше                       |                                    | 0%                                 | 0%                                 |
| Середній вік (років)               | Середній вік (років)               | 47,849,1                           | 48,5                               | 48,5                               |
| Медіана (років)                    | Медіана (років)                    | 52,553,6                           | 53,1                               | 53,1                               |
| — чоловіки — жінки                 |                                    |                                    |                                    |                                    |

| Походження мешканців:     | Походження мешканців:     | Походження мешканців: | Походження мешканців: | Походження мешканців: |
| ------------------------- | ------------------------- | --------------------- | --------------------- | --------------------- |
| Походження                |                           |                       | осіб                  | %                     |
| Корінні американці        | Корінні американці        |                       | 555                   | 5.45%                 |
| Інше північноамериканське | Інше північноамериканське |                       | 4 830                 | 47.47%                |
| Європейське               | Європейське               |                       | 6 975                 | 68.55%                |
| британське                | британське                |                       | 4 845                 | 47.62%                |
| французьке                | французьке                |                       | 1 440                 | 14.15%                |
| українське                | українське                |                       | 70                    | 0.69%                 |
| Латинськоамериканське     | Латинськоамериканське     |                       | 20                    | 0.2%                  |
| Карибське                 | Карибське                 |                       | 20                    | 0.2%                  |
| Африканське               | Африканське               |                       | 15                    | 0.15%                 |
| Азійське                  | Азійське                  |                       | 225                   | 2.21%                 |
| Океанійське               | Океанійське               |                       | 10                    | 0.1%                  |

| Зайнятість населення за галузями (за класифікацією NOC): | Зайнятість населення за галузями (за класифікацією NOC): | Зайнятість населення за галузями (за класифікацією NOC): | Зайнятість населення за галузями (за класифікацією NOC): | Зайнятість населення за галузями (за класифікацією NOC): |
| -------------------------------------------------------- | -------------------------------------------------------- | -------------------------------------------------------- | -------------------------------------------------------- | -------------------------------------------------------- |
|                                                          |                                                          |                                                          |                                                          |                                                          |
| Управління                                               | Управління                                               |                                                          | 10,2%                                                    | 10,2%                                                    |
| Бізнес, фінанси та адміністрування                       | Бізнес, фінанси та адміністрування                       |                                                          | 13,6%                                                    | 13,6%                                                    |
| Природничі та прикладні науки                            | Природничі та прикладні науки                            |                                                          | 4,3%                                                     | 4,3%                                                     |
| Охорона здоров'я                                         | Охорона здоров'я                                         |                                                          | 6,1%                                                     | 6,1%                                                     |
| Освіта, правозахист, муніципальні та урядові служби      | Освіта, правозахист, муніципальні та урядові служби      |                                                          | 9,6%                                                     | 9,6%                                                     |
| Мистецтво, культура, відпочинок та спорт                 | Мистецтво, культура, відпочинок та спорт                 |                                                          | 3,5%                                                     | 3,5%                                                     |
| Роздрібна торгівля та послуги                            | Роздрібна торгівля та послуги                            |                                                          | 20%                                                      | 20%                                                      |
| Гуртова торгівля, транспорт та обладнання                | Гуртова торгівля, транспорт та обладнання                |                                                          | 20%                                                      | 20%                                                      |
| Природні ресурси, сільське господарство                  | Природні ресурси, сільське господарство                  |                                                          | 6,2%                                                     | 6,2%                                                     |
| Виробництво                                              | Виробництво                                              |                                                          | 6,3%                                                     | 6,3%                                                     |

## Клімат
Середня річна температура становить 6,4°C, середня максимальна – 22,5°C, а середня мінімальна – -11,4°C. Середня річна кількість опадів – 1 396 мм.
| Клімат поселення                              | Клімат поселення | Клімат поселення | Клімат поселення | Клімат поселення | Клімат поселення | Клімат поселення | Клімат поселення | Клімат поселення | Клімат поселення | Клімат поселення | Клімат поселення | Клімат поселення | Клімат поселення |
| Показник                                      | Січ.             | Лют.             | Бер.             | Квіт.            | Трав.            | Черв.            | Лип.             | Серп.            | Вер.             | Жовт.            | Лист.            | Груд.            |                  |
| Середній максимум, °C                         | 0,12             | 0,35             | 4,62             | 10,05            | 15,82            | 20,62            | 22,46            | 22,34            | 18,13            | 12,61            | 7,74             | 1,70             |                  |
| Середня температура, °C                       | −5,66            | −5,4             | −1,16            | 4,29             | 10,07            | 14,88            | 18,30            | 18,17            | 13,97            | 8,46             | 3,56             | −2,47            |                  |
| Середній мінімум, °C                          | −11,42           | −11,16           | −6,9             | −1,46            | 4,30             | 9,11             | 14,13            | 14,00            | 9,80             | 4,28             | −0,59            | −6,65            |                  |
| Норма опадів, мм                              | 138              | 113              | 133              | 111              | 112              | 94               | 91               | 89               | 107              | 120              | 149              | 139              |                  |
| Середньомісячна швидкість вітру, м/с          | 4.37             | 4.40             | 4.40             | 4.22             | 3.74             | 3.45             | 3.10             | 3.05             | 3.40             | 3.93             | 4.11             | 4.43             |                  |
| Середньомісячна сонячна радіація, кДж/м²·день | 5181             | 8332             | 12155            | 15037            | 18096            | 20441            | 20170            | 18005            | 13759            | 8885             | 5226             | 4036             |                  |
| --------------------------------------------- | ---------------- | ---------------- | ---------------- | ---------------- | ---------------- | ---------------- | ---------------- | ---------------- | ---------------- | ---------------- | ---------------- | ---------------- | ---------------- |
| Джерело:                                      |                  |                  |                  |                  |                  |                  |                  |                  |                  |                  |                  |                  |                  |